# 이해진
이해진(李海珍, 1967년 6월 22일~)은 대한민국의 기업인으로, 네이버의 창립자이다.

## 약력
- 1990년: 서울대학교 전자계산기공학과 학사
- 1992년: 한국과학기술원 전산학과 석사
- 1997년: 삼성 SDS 사내벤처 네이버 소사장
- 1999년: 네이버 창업
- 2001년~2003년: NHN 공동 대표이사
- 2004년~2013년: NHN 이사회 의장 및 CSO
- 2007년~2013년: NHN 재팬 이사
- 2012년~2013년: NHN 재팬 회장
- 2013년~2017년: 네이버 이사회 의장, 라인 주식회사 회장
- 2013년~: 라인 회장
- 2017년~: 네이버 글로벌투자책임자 GIO

## 논란 및 비판

### 여론 조작 방치 논란
소극적이며 방관적인 운영 체제로 비판을 면치 못하고 있다. 포털사이트로 한국 국내 언론을 심사해 등급화하며 기준과 관행이 공정하지 못하다는 비난이 크다. 네이버 포털사이트의 댓글 여론조작을 방치한다는 비난이 크다. 이후 정부에 찍혀서 사실상 몰락하고 있다.

### 직장내 갑질 방치 논란
2022년 3월 최수연을 네이버 대표로 임명했으며, 기업 관리 부실로 직장내 괴롭힘이 잦으며 직원 자살을 방치해서 직원을 부품 취급한다는 논란이 커졌다. 최수연의 전임이던 한성숙도 해당 사건으로 사퇴를 했다.

### 뇌물 공여 논란
이재명 국회의원은 성남 FC 후원금 논란이 불거지면서 검찰이 조사한 결과, 성남 FC에 뇌물을 건넨 기업 중 하나로 네이버가 포함되어 있으며 그 중심에 이해진이 있는 것으로 파악되었다.
이재명 더불어민주당 당수가 성남 시장으로 재임하던 시기에 네이버의 이해진이 신사옥 건립 부지 건과 관련하여 건축 인허가, 용적률 상향, 자동차 진출입로 변경 등의 조건으로 이재명 시장에게 청탁을 하고, 그 대가로 이재명 시장의 요구로 성남 FC에 후원금 명목으로 40억 원 상당의 뇌물을 지급하였다. 
검찰이 밝힌 바에 따르면 네이버는 성남FC 후원금 출처가 네이버라는 사실을 숨기기 위해 사단법인 희망살림(現 롤링주빌리)을 거치고 후원금을 분할 집행하였다.
수원지방검찰청 성남지청 형사3부(부장검사 유민종)는 뇌물공여와 범죄수익은닉규제법 위반 혐의로 김상 네이버 대표와 김진희 네이버I&S 대표이사를 기소했다.

### 네이버 쇼핑 소비자 기만 논란
포털위원회는 공정거래위원회가 네이버의 이해진이 쇼핑몰에 가짜후기를 올린 업체에 제재를 가한 것과 관련 가짜후기를 방치한 네이버의 행위는 소비자에 대한 기만과 사기를 방관했던 것으로 확인했다.
앞서 공정거래위원회는 지난 21일 네이버 쇼핑몰에 2,700여 건의 가짜후기를 올린 판매업체와 광고대행업체에 시정명령과 과징금을 부과했다. 덧붙여 포털위원회는 네이버 등 거대 플랫폼 기업에 의한 소비자 피해 구제를 지원하는 법 개정을 추진할 계획이며 네이버의 주식은 떨어졌다.

## 학력
- 서울대학교 전자계산기공학 학사
- 한국과학기술원 전산학 석사

## 같이 보기
- 네이버